# Piroluzit
Piroluzit je mineral hemijskog sastava MnO2 i najvažnija je ruda mangana. Mangan se dobija iz MnO2 redukcijom pomoću natrijuma, magnezijuma, aluminijuma ili elektrolizom. Tvrdoće je 3 do 3,5 po Mosovoj lestvici.
Ležišta manganovih ruda pronađena su u Hrvatskoj u Ivanščici (Prigorec) te duž oboda Petrove gore (Gornji Budački, Cetingrad, Kuplensko) i u oba se područja svojevremeno rudarilo. Manje pojave manganove mineralizacije kojima su se bavili istraživači otkrivene su još u Medvednici (Velika Gora), Požeškoj gori (Srednji Lipovac), Posavini (Osekovo) te u Velebitu (Donje Pazarište, Trnovac).

## Galerija
- Piroluzit (dendritni)
- Piroluzit (igličasti)
- Piroluzit (grozdasti)

## Literatura
- Potter, Russell M.; Rossman, George R. (1979). Mineralogy of manganese dendrites and coatings. American Mineralogist. 64 (11—12): 1219—1226.

## Spoljašnje veze
- (jezik: engleski)